# 處理小體
處理小體（英語：P-bodies；全名processing bodies，其他名稱還有GW-bodies與Dcp bodies）是一種發現於真核細胞內的顆粒（granule）構造，於哺乳動物細胞中的大小約100到300nm。
這種顆粒的詳細功能仍未完全闡明，目前已知內部含有多種蛋白質，並且是一些留待以後使用的mRNA的存放位置。此外，此顆粒內部含有一些可將失去5'端的RNA降解的蛋白質，並參與了RNA的沉默與轉譯作用調控。